# Toxopneustidae
De Toxopneustidae zijn een familie van zee-egels (Echinoidea) uit de orde Camarodonta.

## Geslachten
- Goniopneustes Duncan, 1889
- Gymnechinus Mortensen, 1903
- Lytechinus A. Agassiz, 1863
- Nudechinus H.L. Clark, 1912
- Oligophyma Pomel, 1869 †
- Pseudoboletia Troschel, 1869
- Schizechinus Pomel, 1869 †
- Scoliechinus Arnold & H.L. Clark, 1927 †
- Sphaerechinus Desor, 1856
- Toxopneustes L. Agassiz, 1841
- Tripneustes L. Agassiz, 1841